# Valentin Redner
Valentin Redner  (erwähnt in Basel 1531–1542/43) war ein schweizerischer Schreiner.

## Leben
Valentin Redner war in den 1530er-Jahren am Innenausbau des Basler Rathauses beteiligt, für das er auch Mobiliar lieferte. Davon erhalten hat sich ein Registraturschrank in Renaissanceformen in der Hinteren Kanzlei (heute Grossratscafé) und eine Türe (heute im Staatsarchiv Basel-Stadt). Zugeschrieben wird ihm eine Stabelle, die sich heute im Historischen Museum Basel befindet.